# 関家番屋

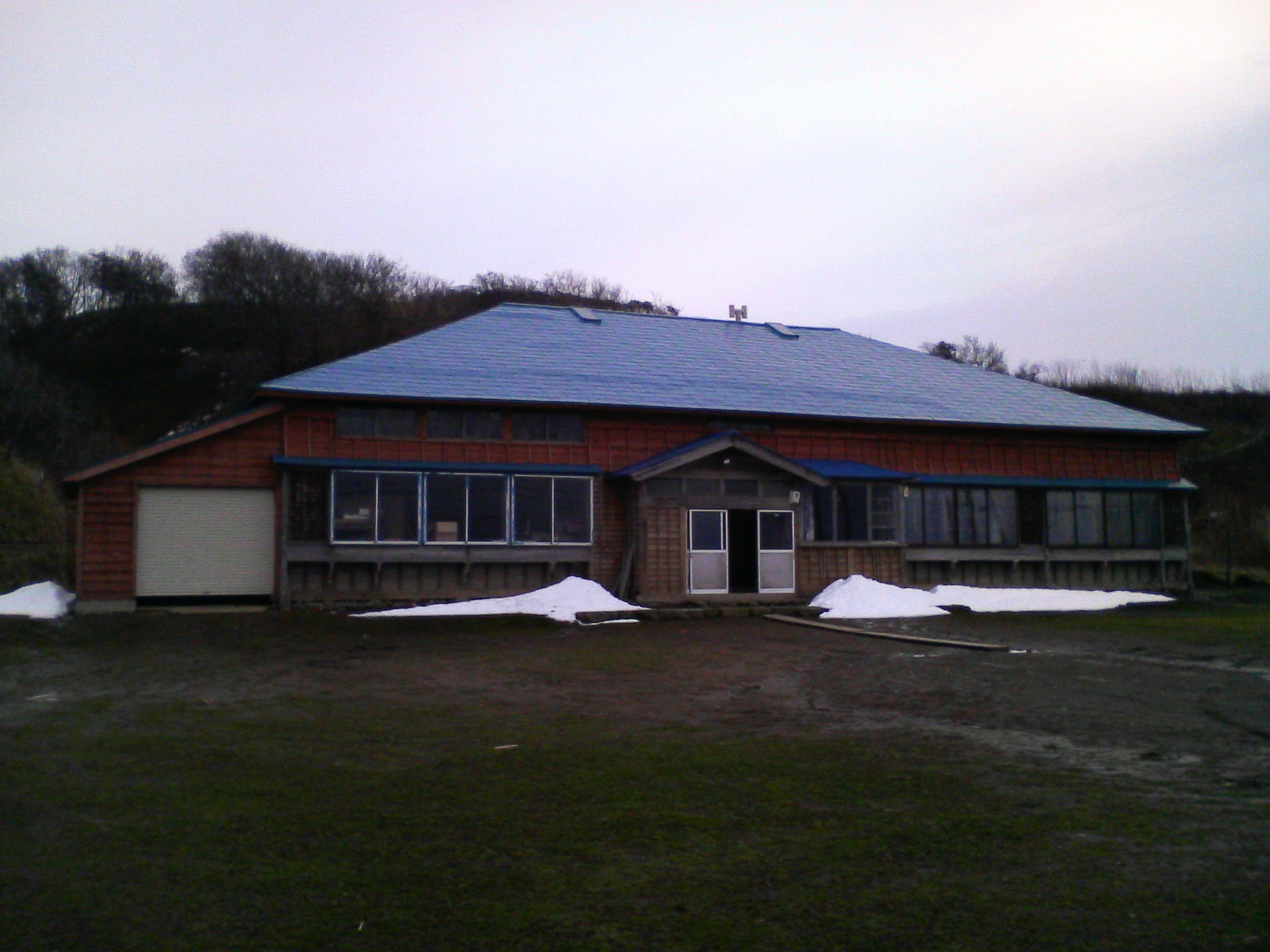
旧関家番屋 明治25年築

関家番屋は、北海道の留萌市に作られた関家（網元）の居宅兼漁業施設（番屋）である。1892年（明治25年）から1956年（昭和31年）までニシン漁のために使われた番屋である。2005年時点では民家として使用され公開されていない。

## 歴史
- 1892年　岩田貞次郎が鰊番屋として建築、栖原家の所有となる。
- 1905年　関家の所有となる。
- 1956年　鰊が不漁となり鰊漁から撤退、流し網漁へ転換。
- 1988年　再び使用され、住居として現在に至る。